# NGC 5976
NGC 5976 (другие обозначения — MCG 10-22-25, ZWG 297.22, PGC 55609) — линзообразная галактика (S0) в созвездии Дракон.
Этот объект входит в число перечисленных в оригинальной редакции «Нового общего каталога».